# Instruction budgétaire et comptable M52
L’instruction comptable et budgétaire M52 était le cadre juridique de la gestion comptable et budgétaire des départements français, ainsi que de leurs établissements publics administratifs. Elle a été remplacée par l'instruction M57 depuis le 1er janvier 2024.

## Le champ d’application
L’instruction comptable et budgétaire M52 est applicable aux départements ainsi qu’à leurs établissements publics administratifs. Elle ne concerne pas les services publics industriels et commerciaux (M4), les établissements de santé (M21), ou les établissements publics sociaux et médico-sociaux comme les EHPAD (M22). Les services départementaux d'incendie et de secours (SDIS) sont également soumis à une nomenclature spécifique (M61). Par ailleurs, les départements peuvent choisir d’appliquer l’instruction comptable et budgétaire M57, destinée à l’origine aux collectivités territoriales uniques et aux métropoles. 

## Histoire
L’application de l’instruction comptable et budgétaire M52 a été généralisée à compter du 1er janvier 2004. Elle succède à cette date à l’instruction M51. L’instruction M52 est un cadre comptable qui dérive du plan comptable général, tout en formalisant certaines spécificités propres à la gestion des compétences départementales.
Elle s’inspire de l’instruction qui régit, de façon rénovée depuis 1997, les communes (M14). L’instruction M52 s’inscrit ainsi dans un mouvement de modernisation de la comptabilité locale en vigueur depuis la fin des années 1990, et rendu nécessaire à la suite des lois de décentralisation de 1982 et 1983 qui ont fortement accrues les compétences des collectivités locales.
La réforme budgétaire et comptable des départements a été engagée en 1996. À partir de 2001, 16 départements ont expérimenté l’instruction M52 en remplacement de la M51, puis 5 départements supplémentaires ont rejoint l’expérimentation en 2003. L’usage de l’instruction M52 a été généralisé à l’ensemble des départements au 1er janvier 2004.

## Contenu
L’instruction M52 a permis d’étendre aux départements l’application de certaines procédures comptables comme l’amortissement, le provisionnement, le rattachement des charges et produit à l’exercice, la gestion patrimoniale ou le traitement des subventions d’équipement versées. Enfin, elle adapte aux spécificités départementales la nomenclature par nature et par fonction et le traitement des amortissements de la voirie. Elle est mise à jour annuellement par arrêté.
Le premier tome de l’instruction traite du cadre comptable et le second tome du cadre budgétaire.
Tome I Le cadre comptable
Titre 1 : La nomenclature par nature
Titre 2 La nomenclature par fonction
Annexes
Tome II Le cadre budgétaire
Titre 1 Le budget
Titre 2 Les protocoles informatiques
Titre 3 L’exécution budgétaire
Titre 4 La tenue des comptabilités
Annexes